# HD 101013
HD 101013，又名BD+51 1679，SAO 28081、HR 4474，是一颗恒星，视星等为6.14，位于銀經148.77，銀緯62.66，其B1900.0坐标为赤經11h 32m 28.4s，赤緯+51° 62.66′ 21″。